# Vitgumpseglare
Vitgumpseglare (Apus caffer) är en huvudsakligen afrikansk fågel i familjen seglare som även häckar i södra Spanien. Arten ökar i antal och beståndet anses vara livskraftigt. Före ett namnbyte 2015 var artens svenska namn kafferseglare.

## Utseende och läte
Vitgumpseglare är en liten seglare som mäter 14–15,5 cm, har ett vingspann på 33–37 cm och liknar till utseendet stubbstjärtseglare (Apus affinis) och horusseglare (A. horus). Vitgumpseglaren har en lång, small och mycket spetsig hand, slank bakkropp och en lång, djupt kluven stjärt som ofta hålls ihop i flykten så att den bildar en spets. Vitgumpseglaren är mycket mörkt svartbrun och har en smal, men tydligt vit fläck på övergumpen, välavgränsad vit strupfläck och diffust ljusa ändband längs armpennorna. Den har en snabb, lätt flykt med snabba vingslag.

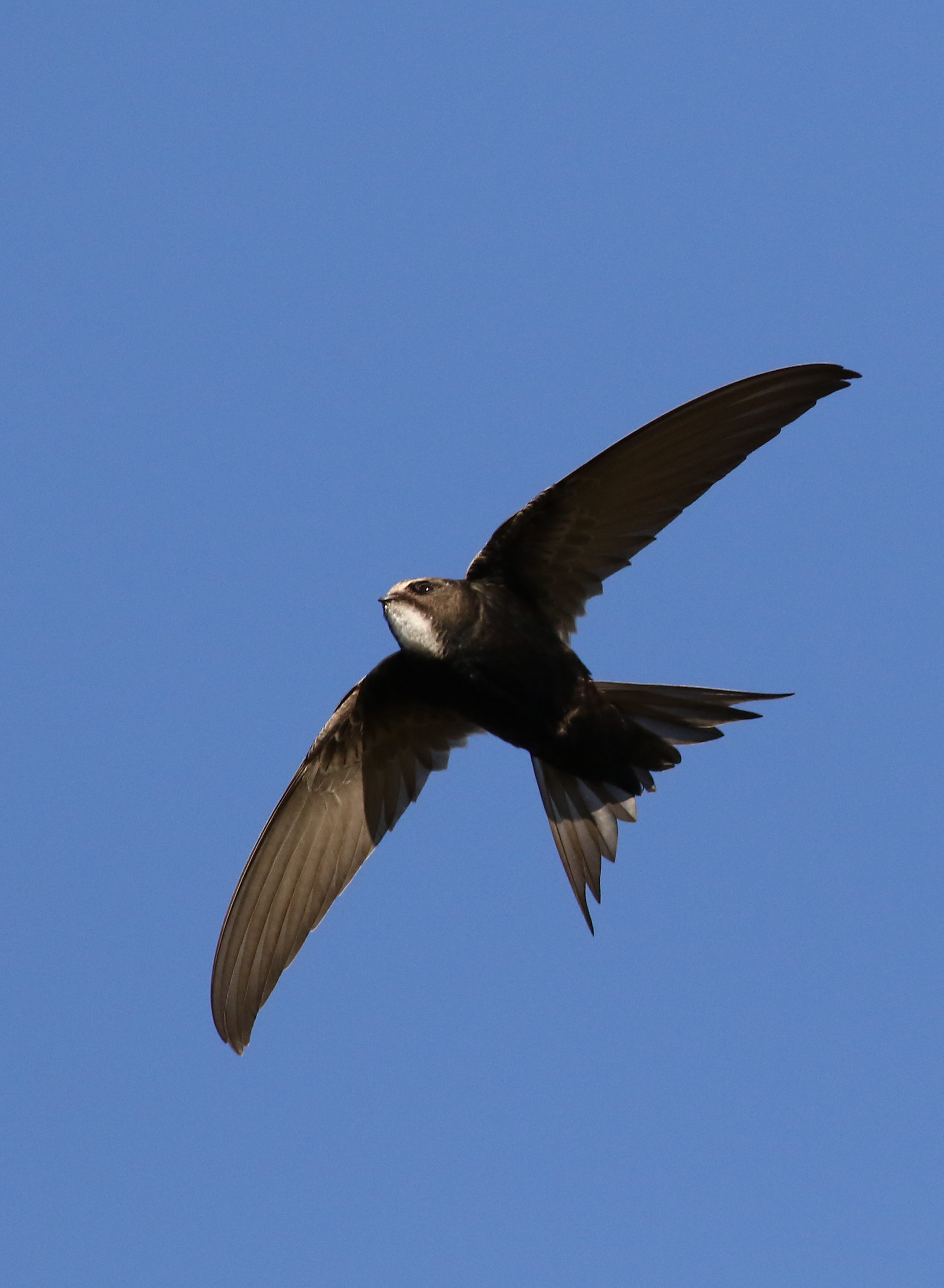
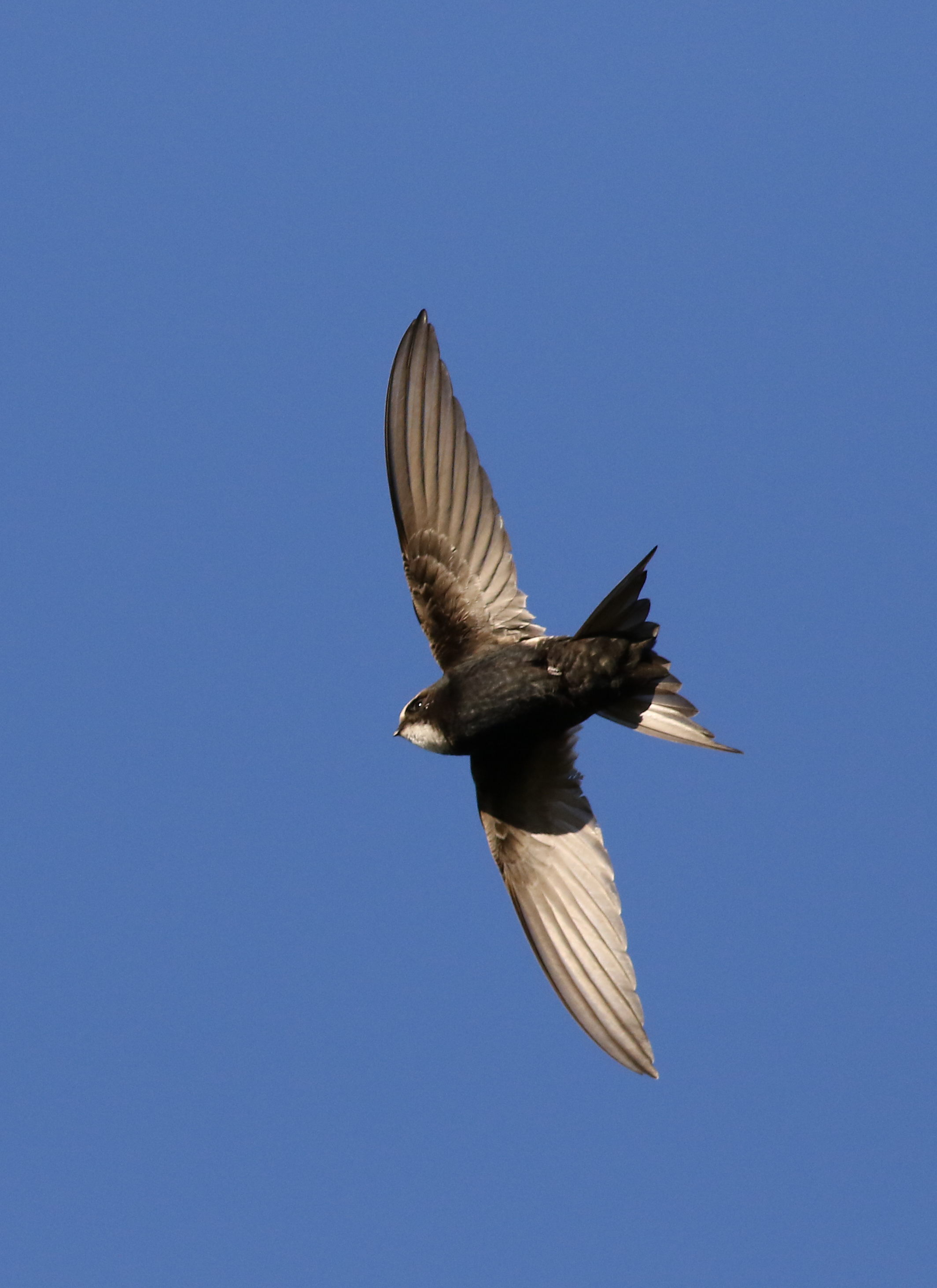
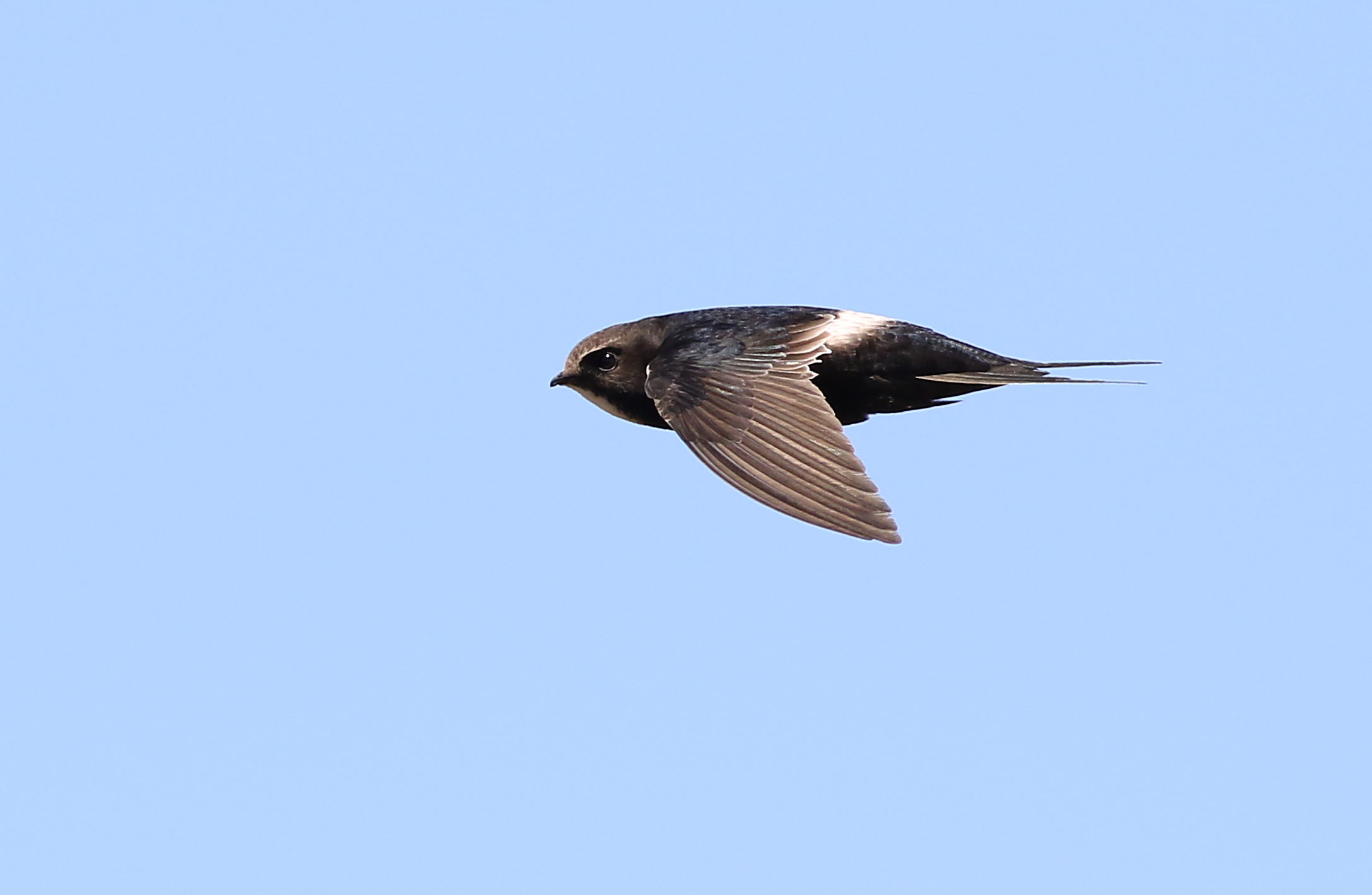
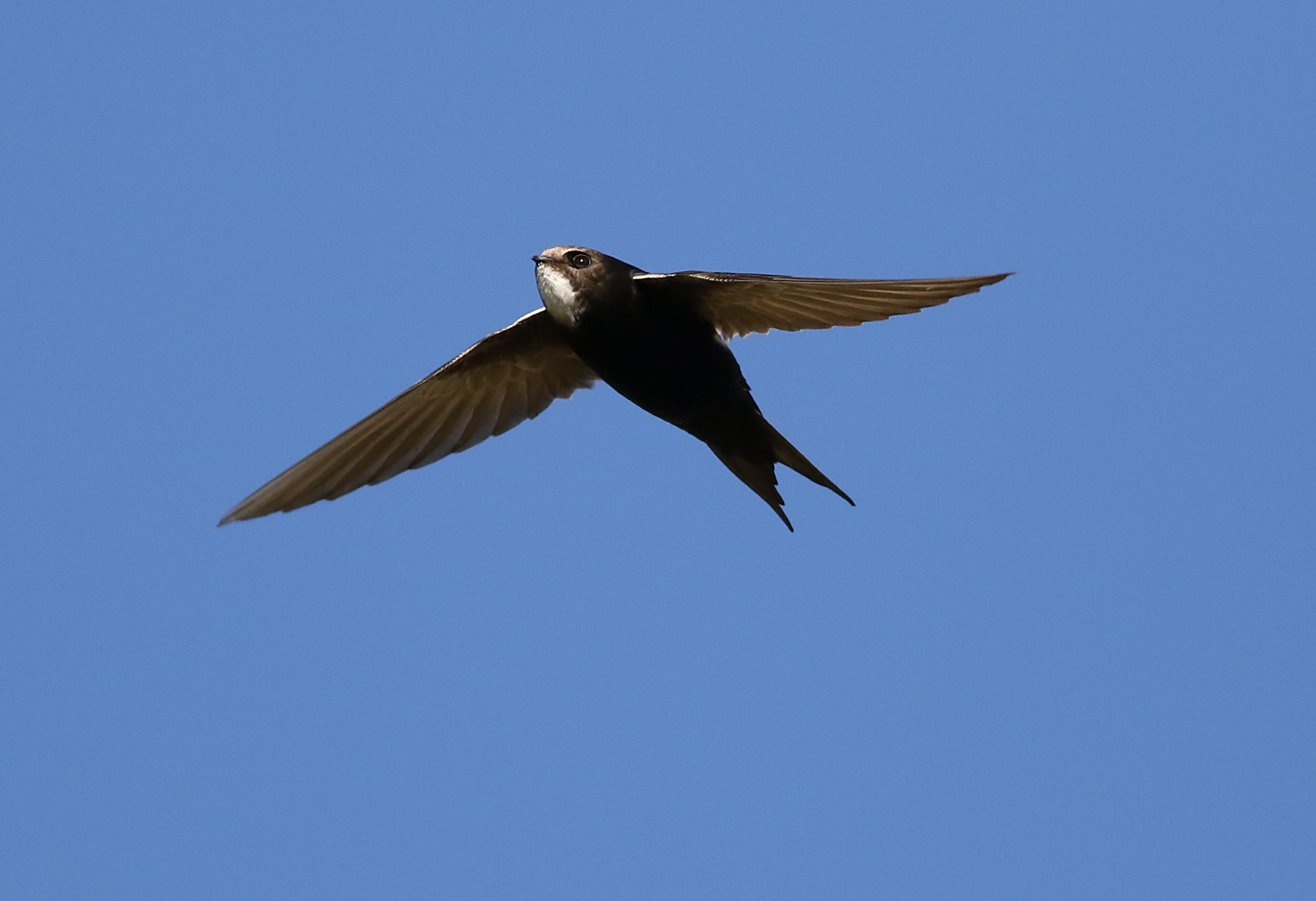

Lätet beskrivs som ett ljust och studsande kvitter, på håll påminnande om spel av dubbelbeckasin.

## Utbredning och systematik
Vitgumpseglaren beskrevs första gången 1823 av den tyska ornitologen Martin Lichtenstein i ett register över dubbletter med specimen vid Museum für Naturkunde i Berlin, under namnet Cypselus Caffer.
Fågeln förekommer lokalt i södra Spanien och i centrala Marocko men dess huvudsakliga utbredningsområde är Afrika söder om Sahara. Populationerna norr om Sahara och söder om norra Zimbabwe och norra Namibia är flyttfåglar och övervintrar söder om Sahara, medan övriga är stannfåglar.
I Spanien förekommer arten från tidig maj till augusti–oktober, men sällsynt observeras den så sent som tidig december. Höstflytten genom Gibraltar sund sker från mitten av augusti till mitten av oktober. I Sydafrika förekommer den från augusti till maj.

### Uppträdande utanför utbredningsområdet
Arten uppträder sällsynt norr om utbredningsområdet. I Sverige gjordes det första och hittills enda fyndet 27 oktober 2013 vid Stenshuvud i Skåne. Den har även påträffats i Finland, Norge, Danmark, Storbritannien och Frankrike. Fynd finns också från Kanarieöarna, Malta, Jemen och Tunisien.

## Levnadssätt
Arten förekommer i en mängd olika habitat, från torr savann och buskmarker kring Medelhavet, till Ekvatorialafrikas skogar. Den förekommer dock mycket sällan i urbana miljöer.

### Häckning
Paret häckar oftast ensamma men det förekommer att den födosöker i mindre flockar. För häckningen tar den över lerbon byggda av stubbstjärtseglare eller vissa svalarter inom släktet Hirundo, och fodrar ingången med fjädrar och dun uppblandat med saliv. Det förekommer också att den bygger egna bon som den placerar i nischer i klippväggar eller byggnader. Boet består då av en grund skål byggd av växtdelar och fjädrar ihoplimmat med saliv. Den häckar sommartid från slutet av maj i Spanien, i maj i Marocko, juli i Senegambia, april, juni och juli i Nigeria, februari i Sudan, maj till juni i Etiopien, maj och juli i Demokratiska Republiken Kongo, januari till february, august och oktober i Angola, augusti till december i Zambia, september i Malawi, augusti till april i Zimbabwe, november till februari i Namibia, augusti till mars i Transvaal med en topp i Sydafrika mellan oktober och januari. Vanligtvis lägger den tre ägg och den lever av små flygande insekter.

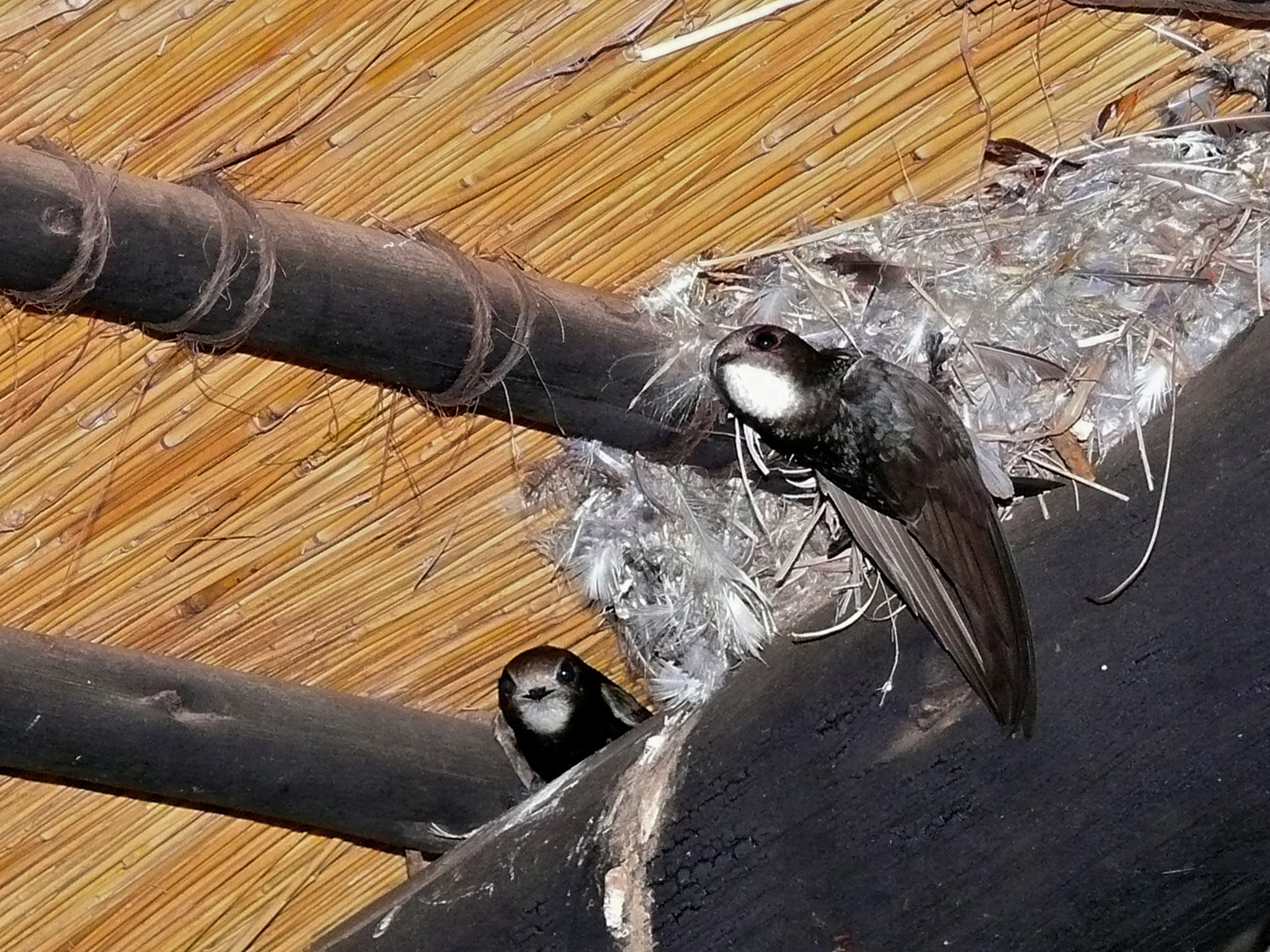
Kafferseglare vid bo i Sydafrika.

## Status och hot
Det globala utbredningsområdet är mycket stort och populationsstorleken tros öka, troligen bland annat för att tillgången på lämpliga häckningsplatser ökar i och med att mängden byggda bilbroar ökar i det afrikanska utbredningsområdet. Internationella naturvårdsunionen IUCN kategoriserar den som livskraftig. Populationen i Europa är dock så pass liten, uppskattningsvis 110–200 par, att den anses vara nära hotad. Denna populations utveckling är inte känd.

## Namn
Arten kallades tidigare kafferseglare, men blev 2015 tilldelad ett nytt namn av Sveriges ornitologiska förening (numera BirdLife Sverige) efter att det ansågs vara olämpligt.